# Luís Caliço
Luís Miguel Saldanha Caliço (* 31. August 1969 in Loule; † 20. Juli 2024) war ein portugiesischer Windsurfer. 

## Sportliche Laufbahn
Luís Caliço, von Beruf Computertechniker, wurde in Loule an der Algarve geboren und war fünfmal nationaler Meister. 1988 nahm er bei den Olympischen Sommerspielen in Seoul teil und holte den 19. Platz von 45 Teilnehmern.
Er starb am 20. Juli 2024 im Alter von 54 Jahren an den Folgen einer Krebserkrankung.